# Sandnes sentrum (przystanek kolejowy)
Sandnes Sentrum – stacja kolejowa w Sandnes, w regionie Rogaland w Norwegii, jest oddalona od Stavanger o 14,78 km a od Oslo Sentralstasjon o 584,35 km. Leży na wys. 6,1 m n.p.m. Punkt przesiadkowy na kolej dalekobieżną i lokalną.

## Ruch pasażerski
Należy do linii Sørlandsbanen. Jest elementem Jærbanen - kolei aglomeracyjnej w Stavanger i obsługuje lokalny ruch między Stavanger, Nærbø i Egersund. Pociągi odjeżdżają co pół godziny do Nærbø i co godzinę do Egersund. 

## Obsługa pasażerów
Poczekalnia, wiata, automat biletowy, kasa biletowa, parking na 50 miejsc, kiosk, bankomat, parking rowerowy, przystanek autobusowy. Odprawa podróżnych odbywa się w pociągu.